# ألبرتو كونتي
ألبرتو كونتي (بالإيطالية: Alberto Conti)‏ هو عالم فلك إيطالي، ولد في 27 سبتمبر 1966 في بالمانوفا في إيطاليا.